# 佐倉花怜
佐倉 花怜（さくら かれん、1998年12月16日 - ）は、日本の女優。福岡県出身。えりオフィス所属。

## 経歴
中学時代に地元福岡で帰宅途中にスカウトされるが、ウエディングプランナーの夢のため当初は断っていた。しかし、撮影現場を見学して女優になる決意をし、2015年の舞台"STRAYDOG" Produce公演＝2015年夏休み特別企画＝「問題のない私たち」でデビュー。当時の芸名は山下聖菜。
2018年の8月には、所属事務所スウィートパワーのホームページから名前が削除された。
2019年5月26日に佐倉花怜としてTwitterを開設。
2020年2月からは、えりオフィスに所属。

## 人物
- 趣味 - 映画鑑賞[要出典]
- 特技 - ダンス[1]、殺陣[要出典]

## 出演

### 舞台
- "STRAYDOG" Produce公演＝2015年夏休み特別企画＝「問題のない私たち」（2015年8月5日 - 9日、シアターサンモール） - 山下 翠 役[注 1][4]
- DisGOONie Presents Vol.1「From　Chester Copperpot」「NEW WORLD」（2015年11月14日 - 29日、東京芸術劇場 シアターウエスト） - 主演・ニケ 役
- 柿喰う客フェスティバル2016「サバンナの掟」（2016年6月2日 - 26日、花まる学習会王子小劇場） - 主演
- SAFARING THE NIGHT / サファリング・ザ・ナイト（2017年3月2日 - 12日、すみだパークスタジオ特設会場） - ヒロイン・ハーミア 役
- AskプロデュースVol.18「幻想奇譚 白蛇伝」（2017年5月25日 - 30日、紀伊國屋サザンシアター TAKASHIMAYA） - 主演・白娘(パイニャン） 役[5]
- キティエンターテインメント×東映 Presents　SHATNER of WONDER #6「遠い夏のゴッホ」（2017年7月14日 - 23日、天王洲 銀河劇場 / 7月29日・30日、森ノ宮ピロティホール）- ベアトリーチェ 役
- 煉獄に笑う（2017年8月24日 - 9月3日、サンシャイン劇場 / 9月8日 - 10日、森ノ宮ピロティホール）- 百地桜花 役
- ポセイドンの牙（2017年10月13日 - 21日、紀伊國屋ホール）- 寅一知花 役
- 駆けはやぶさ ひと大和（2018年2月8日、天王洲 銀河劇場 / 2018年2月23 - 25日、森ノ宮ピロティホール） - 音海 役
- "もっと歴史を深く知りたくなるシリーズ"第6弾「ジョン万次郎」（2018年6月14日 - 24日、EX THEATER ROPPONGI）- キャサリン 役[6]
- 魔法使いの嫁（2019年10月5日 - 14日、あうるすぽっと）- アリス・スウェーン 役
- BEASTARS THE STAGE（2020年4月30日 - 5月4日、日経ホール / 5月8日 - 10日、松下IMPホール）- ジュノ 役[7]※新型コロナウィルス感染症の流行の影響で延期・中止
- ミュージカル「地縛少年花子くん-The Musical-」（2021年1月22日 - 24日、COOL JAPAN PARK OSAKA TTホール / 1月28日 - 31日、東京ドームシティ シアターGロッソ） - ヤコ 役
- 2.5次元ダンスライブ｢ツキウタ。｣ステージ Girl's Side MEGASTA. - 姫川瑞希 役
  - 『FIRST DREAM -あなたとみるはじめてのゆめ-』（2021年4月7日 - 11日、草月ホール）[8]
  - Episode2『Goodbye my dear Frenemy.』（2022年2月17日 - 25日、ニッショーホール） 公演延期[9]
- 『蜜蜂のクビレ』（2021年11月17日 - 28日、赤坂RED/THEATER） - 葭谷レイカ 役
- 舞台『炎炎ノ消防隊 -破壊ノ華、創造ノ音-』（2022年1月18日 - 23日、KT Zepp Yokohama） - アロー 役
- 舞台『新☆名探偵ポワロ』（2022年4月8日 - 10日、こくみん共済coopホール/スペース・ゼロ）体調不良で降板した横山結衣の代役
- 舞台「処女のまま死ぬやつなんていない、みんな世の中にやられちまうからな」（2022年7月1日 - 10日、博品館劇場） - 砂羽 役[10]
- 舞台『炎炎ノ消防隊」-地下からの奪還-』2022年9月17日 - 25日、サンシャイン劇場2022年9月29日 - 10月2日、京都劇場 -アロー 役
- 舞台「憧れのサンパチマイク」 2022年11月2日(水)~11月6日(日) シアターサンモール 富永環 役
- 舞台2.5次元ダンスライブ｢ツキウタ。｣ステージ Girl's Side MEGASTA. Ep2「Goodbye my dear Frenemy.」 2022年12月17日（土）～ 12月25日 (日)  新宿村LIVE - 姫川瑞希 役
- 舞台 二人芝居『ふたりよがり』 2023年3月10日(金)〜12日(日) 池袋西口GEKIBA
- 舞台 act over 2023年6月28日(水)~7月2月(日) BOX in BOX THEATER 中野真理子役
- 第五人格 Identity V STAGE Episode4『Phantom of The Monochrome』（2024年5月30日 - 6月2日、IMM THEATER / 6月6日 - 6月9日、ヒューリックホール東京） - 祭司　フィオナ・ジルマン役
- 第五人格 IdentityⅤ STAGE episode5 『Break the Golden Night』 祭司（フィオナ・ジルマン）役  2024 年 10 月 11 日(金)～10 月 20 日(日) @シアターH
- 舞台『春、さようならは言わない。』（2025年3月13日 - 18日、Mixalive TOKYO Hall Mixa） - 鈴木幸子 役[11]
- 舞台『スタンドマイヒーローズ』（2025年9月3日 - 14日〈予定〉、シアターサンモール） - 泉玲 役[12]

### 映像
- 杵屋HP「すごいお子さまプレート」【思い出編】（2019年）

- 映画『ザ・ファブル～殺さない殺し屋～』（2020年）
- ジャッカル富岡主演 WEBドラマ『傷だらけの裸』第3話「うなぎの傷」 - ホステス 役
- ホスト相続しちゃいました 第6話（2023年） - 香緒 役
- トーキョーカモフラージュアワー 第3話（2025年2月3日、朝日放送テレビ） - バーの客 役[13]